# Eva Ström

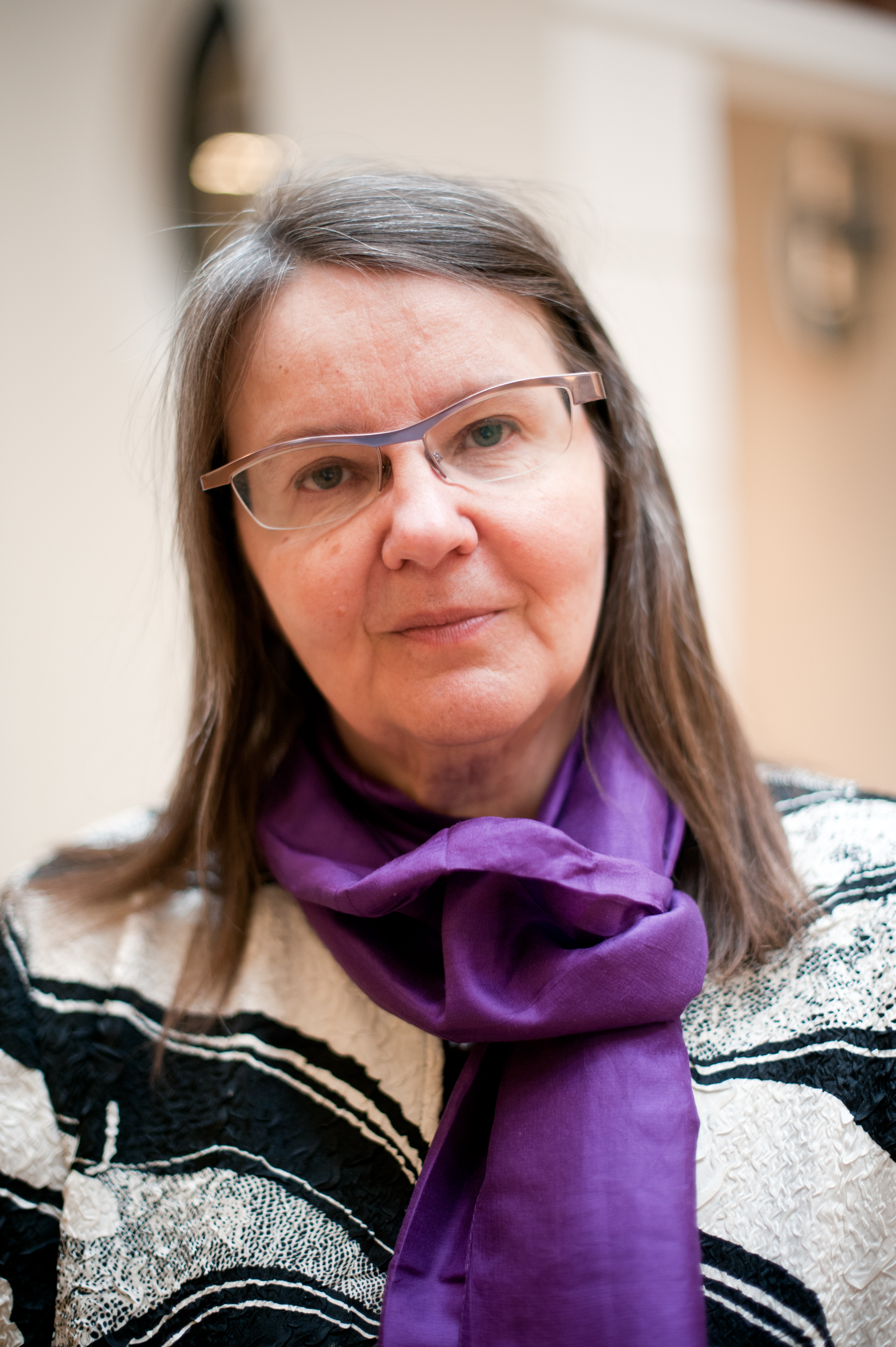
Eva Ström (2011)

Eva Ström (* 1947 in Lidingö) ist eine schwedische Schriftstellerin, Literaturkritikerin und Ärztin.

## Leben
Eva Ström absolvierte eine Ausbildung zur Ärztin und arbeitete von 1974 bis 1988 in diesem Beruf. In den Folgejahren fokussierte sie sich auf eine Tätigkeit als Schriftstellerin und Literaturkritikerin. Sie schrieb vor allem Lyrik und Prosa. Als Kritikerin arbeitete sie vornehmlich für die Zeitung Sydsvenskan.
Ströms poetisches Debüt fand 1977 mit Den brinnande Zeppelinaren statt. Der literarische Durchbruch gelang ihr zwei Jahre später mit Steinkind. Seitdem hat sie eine Reihe aufmerksamkeitserregender Gedichtsammlungen veröffentlicht, darunter Brandenburg, Revbensstäderna, Rött vill till rött und Kniv och flod. Ihre Gedichte sind bekannt für die typische medizinische Bildsprache und eine weibliche Assoziationssphäre. Sie schrieb aber auch Romane wie Bröd und Claires leende sowie 1994 eine Biografie über Edith Södergran.
Am 20. Januar 2010 wurde sie für ihre Leistungen in Humanities und hervorragenden Verdienste um die Wissenschaft zur Leiterin der Akademie der Wissenschaften gewählt.
Heute wohnt Eva Ström in Kristianstad.

## Werke
- Den brinnande Zeppelinaren, 1977
- Steinkind, 1979
- Det mörka alfabetet, 1982
- Akra, 1983
- Samtal med en daimon, 1986
- Kärleken till matematiken, 1989
- Mats Ulfson, 1991
- Brandenburg, 1993
- Edith Södergran, 1994
- Poesi och musik, 1997
- Berättelser, 1997
- Bröd, 1999
- Revbensstäderna, 2002
- Rött vill till rött, 2004
- Pål Svensson, skulptör, 2005 (zusammen mit Hans Hammarskiöld)
- Claires leende, 2007
- Kniv och flod, 2009

## Preise und Auszeichnungen
- Literaturpreis der Zeitschrift Vi (1979)
- Literaturpreis der Zeitung Aftonbladet (1983)
- Winterpreis der Samfundet De Nio (1993)
- Erik-Lindegren-Preis (1994)
- Aniara-Preis (1994)
- Lyrikpreis der Gustaf-Fröding-Gesellschaft (1996)
- Literaturpreis des Nordischen Rates (2003)
- Gerard Bonniers lyrikpris (2005)
- Bellman-Preis (2005)
- Kulturpreis der Gemeinde Kristianstad (2009)
- Tegnér-Preis (2010)
- Pär Lagerkvist-Preis (2013)
- Sonderpreis der Samfundet De Nio (2014)
- Harry Martinson-Preis (2018)[2]
- Ján-Smrek-Preis (2018, Slowakei)
- Signe-Ekblad-Eldh-Preis der Schwedischen Akademie (2023)